# الإلماع إلى معرفة أصول الرواية وتقييد السماع
الإلماع إلى معرفة أصول الرواية وتقييد السماع. كتاب في علوم الحديث ألفه القاضي عياض بعد كتاب (الكفاية في علم الرواية) و(الجامع لأخلاق الراوي وآداب السامع) للخطيب البغدادي.
وضح المؤلف في الكتاب أصول رواية الأحاديث وتقييد السماع. يقول المؤلف: فأول فصوله معرفة أدب الطلب والأخذ والسماع، ثم معرفة علم ذلك ووجوهه وعمن يؤخذ، ثم الإتقان والتقييد، ثم الحفظ والوعي، ثم التمييز والنقد بمعرفة صحيحه وسقيمه وحسنه ومقبوله ومتروكه وموضوعه وغير ذلك.